# Bergsfogde
Bergsfogde var en tjänsteman i järnbergslagen som uppbar kronans inkomster från hyttor, stångjärnshammare, spikhammare och manufaktursmedjor. Bergsfogden var även åklagare vid bergstingsrätten och övervakade bergshanteringen.
Det fanns en bergsfogde för varje bergsfögderi som bergmästaredömena var indelade i. Bergsfogdetjänsterna drogs in 1853.